# Stenus guttula
Stenus guttula ist ein Käfer aus der Familie der Kurzflügler (Staphylinidae). 

## Merkmale
Die Käfer erreichen eine Körperlänge von 4 bis 4,5 Millimetern. Die Deckflügel tragen einen gelben, runden Diskalfleck. Sie sind länger und deutlich breiter als der Halsschild. Die Beine der Tiere sind samt den Tarsen großteils gelb gefärbt. Die Basis der Tergite besitzt keine Fältchen.

## Vorkommen und Lebensweise
Die Art kommt in der südlichen Paläarktis vor. Sie ist in Mittel- und Südeuropa, dem südlichen Nordeuropa, Nordafrika, auf den Azoren, Kanaren und Madeira sowie in Sibirien verbreitet. Die Art ist in Österreich überall häufig und nicht selten, in Deutschland ist sie im Süden und in der Mitte nur sehr lokal und selten verbreitet, im Norden kommt sie nur vereinzelt vor. Die Tiere besiedeln die Ufer von Bächen und Rinnsalen, feuchte, lehmige, schlammige Stellen, feuchtes Moor und faulendes Pflanzenmaterial. Sie treten von April bis November auf, sind aber auch im Winter zu beobachten. 